# Салынский, Афанасий Дмитриевич
Афанасий Дмитриевич Салы́нский (9 сентября 1920, Смоленск — 22 августа 1993, Москва) — русский советский драматург. Лауреат Государственной премии СССР (1984) и Государственной премии РСФСР им. К. С. Станиславского (1972).

## Биография
Родился 9 сентября 1920 года в Смоленске. В 15 лет устроился работать на завод фрезеровщиком. Уехав из Смоленска, работал на стройках, в шахте № 8 треста «Ростовуголь», на подземных работах.
В 1939 году был принят литсотрудником редакции смоленской газеты «Большевистская молодёжь». Работая в газете, он поездил по Смоленщине, бывал в колхозах, на заводах.
В 1940 году его призвали в РККА, служил в Литовской ССР. В армии он был заместителем политрука в школе младших командиров и секретарём комсомольского комитета отдельного батальона. Участник Великой Отечественной войны, с её началом был направлен на работу в редакцию красноармейской газеты «За советскую отчизну» (с сентября 1942 до 1946 года был её редактором). Печатался во многих фронтовых газетах. Член ВКП(б) с 1942 года.
После войны работал редактором Свердловского книжного издательства. Писал очерки, сценарии небольших документальных фильмов.
В 1949 году Свердловский драматический театр поставил пьесу Салынского «Дорога первых» (режиссёр Ефим Брилль), которая в 1951 году в Московском драматическом театре пошла под названием «Братья».
В 1951 году Салынский принят в СП СССР.
В 1954 году поступил на Высшие литературные курсы Литературного института имени А. М. Горького в Москве. Во время учёбы он написал пьесы: «Забытый друг», «Хлеб и розы», «Барабанщица».
Секретарь правления СП СССР. Главный редактор журнала «Театр» (1972—1982) и с 1987 года. Являлся членом редакционного совета журнала «Детектив и политика».  По словам Михаила Задорнова, помог опубликовать рассказ "Открытое письмо Генеральному секретарю" (1984 г).
Подписал письмо группы советских писателей в редакцию газеты «Правда» 31 августа 1973 года о Солженицыне и Сахарове.

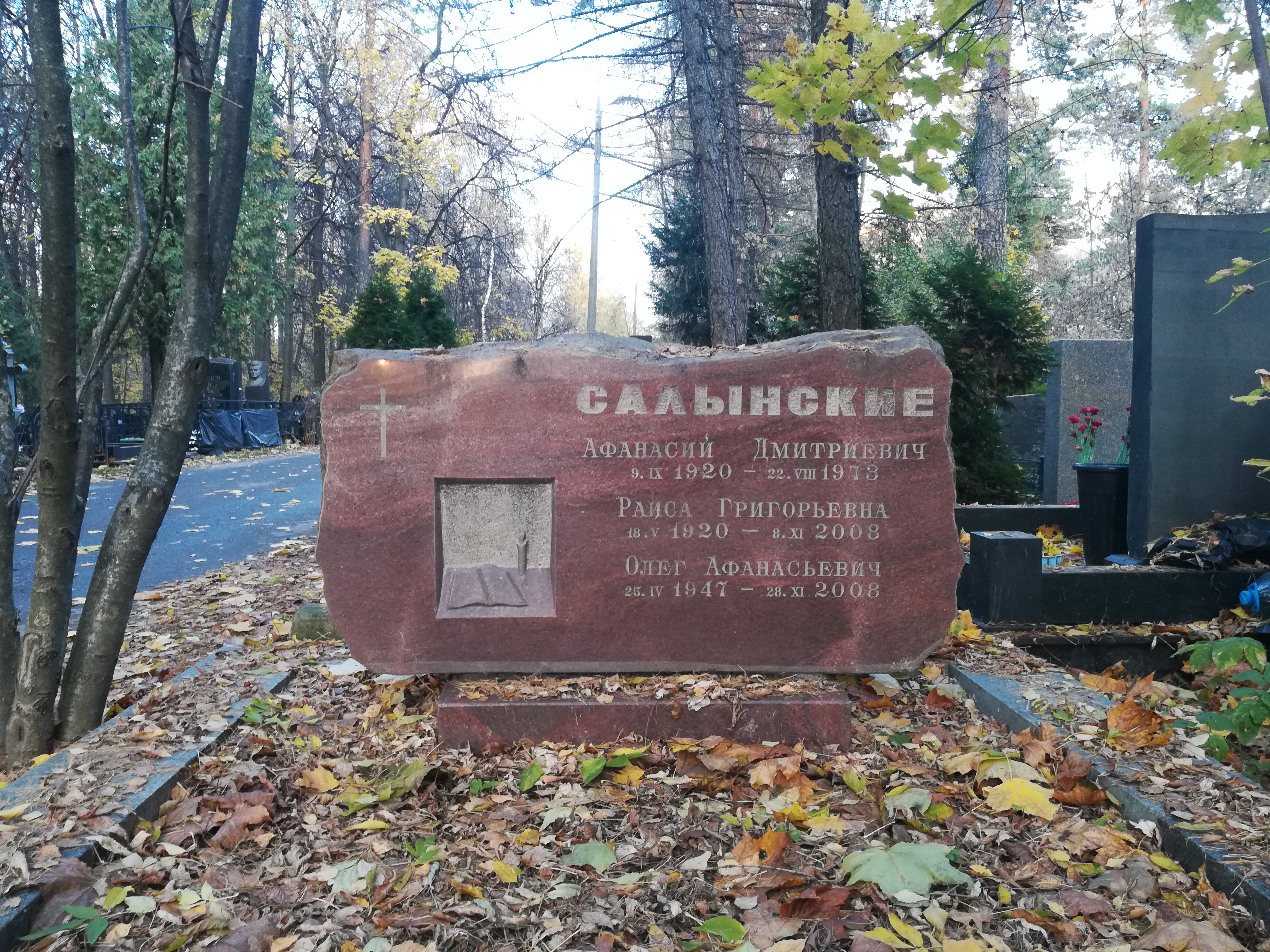
Могила Салынского на Кунцевском кладбище

Умер 22 августа 1993 года. Похоронен в Москве на Кунцевском кладбище.

### Семья
Жена — Раиса Григорьевна Салынская (урождённая Бейлис; 18 мая 1920, с. Саботиновка, Одесская обл. — 8 ноября 2008, Москва), журналист, прозаик (псевдоним Раиса Григорьева), автор повестей «Крестьянский сын» и «Последние переселенцы». Фильм «Крестьянский сын» (режиссёр Ирина Тарковская) получил Золотую медаль международного кинофестиваля в Авеллино (Италия, 1977). Член Союза писателей СССР с 1976 г. Юность Р. Г. Салынской прошла в строящемся Магнитогорске, участник Великой Отечественной войны, в 1942 году молодая журналистка ушла добровольцем на фронт. Похоронена с мужем на Кунцевском кладбище.
Сыновья:
- Олег (1947—2008), литературный критик, сотрудник журнала «Вопросы литературы»
- Дмитрий (р. 1949), кинорежиссёр.

## Награды и премии
- орден Октябрьской Революции (8.9.1980)
- два ордена Трудового Красного Знамени (в том числе 28.10.1967)
- орден Дружбы народов (16.11.1984)
- орден «Знак Почёта» (8.9.1970)
- медали
- Государственная премия СССР (1984) — за пьесу «Молва», поставленную на сцене МАДТ имени В. В. Маяковского
- Государственная премия РСФСР имени К. С. Станиславского (1972) — за пьесу «Мария», поставленную на сцене МАДТ имени В. В. Маяковского

## Творчество

### Пьесы
В своих театральных произведениях он описывал морально-этические конфликты и социальную проблематику.
«Пьесы Салынского, написанные большей частью на основе собственного жизненного опыта, содержат, однако, много надуманного — как в конфликтах, так и в отдельных диалогах — в угоду идее» В. Казак.
- «Барабанщица» (1958)
- Ложь для узкого круга (1963)
- «Камешки на ладони» (1965) — о героизме советских людей в годы Великой Отечественной войны
- Летние прогулки (1973)
- «Долгожданный» (1975)
- «Молва» (1980) — о периоде нэпа
- «Мария» (1969); поставлена в театре им. Маяковского в 1970 году, реж. А. Гончаров, в ролях: В. Самойлов (Добротин) — за эту роль актёр получил Государственную премию (1972), С. Мизери (Мария Одинцова), В. А. Печников (Филимонов), Н. Ф. Самойлова (Безверхая), А. С. Лазарев (Бокарев), и др.[8]
- Сладкая собачка (1982)
- «Переход на летнее время» (1983)
- Воздушный поцелуй (1984)
- «Притча о беглой студентке» (1987)
- Сегодня я стану женщиной (1989)

### Киносценарии
1. 1960 — Хлеб и розы
2. 1960 — Человек с будущим
3. 1967 — Взорванный ад
4. 1972 — Сибирячка
5. 1977 — Личное счастье
6. 1981 — Шофёр на один рейс
7. 1987 — Жил-был Шишлов